# Santa Maria in Portico Octaviae
La diaconia di Santa Maria in Portico Octaviae fu eretta intorno al 590 da papa Gregorio I vicino al carcere Decemvirale. Quando papa Alessandro VII, il 26 giugno 1662, soppresse il titolo e lo trasferì a Santa Maria in Portico Campitelli, la chiesa su cui insisteva era infatti in rovina.

## Titolari
- Teodino Sanseverino, O.S.B.Cas. (1088 - 1099)
- Romano (1120 ca. - 1135)
- Chrysogone, O.S.B.Clun. (1134 - 1138 ? nominato cardinale presbitero di Santa Prassede)
- Ribaldo (1138 - 1139 ? nominato cardinale presbitero dei Sant'Anastasia)
- Pietro (1140 - 1145)
- Guido (1145)
- Guy (1145 - circa 1159 deceduto)
- Gualterio (o Gautier) (circa 1149 - circa 1155 deceduto)
- Giovanni Pizzuti, Can.Reg. (1157 ? - marzo 1158 nominato cardinale presbitero di Sant'Anastasia)
- Giovanni de' Conti di Segni (febbraio 1158 - 1167 nominato cardinale presbitero di San Marco)
- Laborante da Panormo (o Laborans) (1171 - 1179 nominato cardinale presbitero di Santa Maria in Trastevere)
- Rolando Paparoni (1180 - 1189 deceduto)
- Roland, O.S.B.Clun. (6 marzo 1185 - 4 marzo 1188 deceduto)
- Gregorio de Galgano (12 marzo 1188 - 1202)
- Giacomo Guala Bicchieri (o Beccaria) (1205 - 1211 nominato cardinale presbitero dei Santi Silvestro e Martino ai Monti)
- Matteo Rosso Orsini (1262 - 1305 deceduto)
- Arnaud de Pellegrue (1305 - agosto 1331 deceduto)
- Hugues de Saint-Martial (17 settembre 1361 - 1403 deceduto)
- Giovanni Battista Zeno (22 novembre 1468 - marzo 1470 nominato cardinale presbitero di Sant'Anastasia)
- Vacante (1470 - 1500)
- Marco Cornaro (5 ottobre 1500 - 19 marzo 1513 nominato cardinale diacono di Santa Maria in Via Lata)
- Bernardo Dovizi da Bibbiena (29 settembre 1513 - 9 novembre 1520 deceduto)
- Francesco Pisani, in commendam (27 febbraio 1528 - 4 maggio 1541 dimesso)
- Juan Álvarez de Toledo, O.P. (4 maggio 1541 - 6 luglio 1541 nominato cardinale presbitero di San Sisto)
- Antoine Sanguin de Meudon (15 luglio 1541 - 28 febbraio 1550 nominato cardinale presbitero di San Crisogono)
- Francesco Pisani, in commendam (28 febbraio 1550 - 29 maggio 1555 dimesso)
- Girolamo Doria (29 maggio 1555 - 25 marzo 1558 deceduto)
- Alfonso Carafa (16 dicembre 1558 - 6 marzo 1559 nominato cardinale diacono di Santa Maria in Domnica)
- Vitellozzo Vitelli (6 marzo 1559 - 17 novembre 1564 nominato cardinale diacono di Santa Maria in Via Lata)
- Innocenzo Ciocchi del Monte (17 novembre 1564 - 3 dicembre 1568 nominato cardinale diacono di Santa Maria in Via Lata)
- Francesco Alciati (13 maggio 1569 - 20 aprile 1580 deceduto)
- Ippolito de' Rossi (15 gennaio 1586 - 27 aprile 1587 nominato cardinale presbitero di San Biagio dell'Anello)
- Hugues Loubenx de Verdalle, O.S.Io.Hier. (15 gennaio 1588 - 4 maggio 1595 deceduto)
- Bartolomeo Cesi (21 giugno 1596 - 5 dicembre 1611 nominato cardinale presbitero di San Pietro in Vincoli)
- Ferdinando Gonzaga (19 novembre 1612 - 1615 dimesso)
- Ferdinando d'Asburgo-Spagna (29 luglio 1619 - 9 novembre 1641 deceduto)
- Virginio Orsini, O.S.Io.Hier. (10 febbraio 1642 - 10 novembre 1642 nominato cardinale diacono di Santa Maria Nuova)
- Vincenzo Costaguti (31 agosto 1643 - 23 settembre 1652 nominato cardinale diacono di Sant'Angelo in Pescheria)
- Francesco Maidalchini (23 marzo 1654 - 26 giugno 1662 nominato cardinale diacono di Santa Maria in Portico Campitelli)
- Diaconia soppressa nel 1662